# Storkeegen

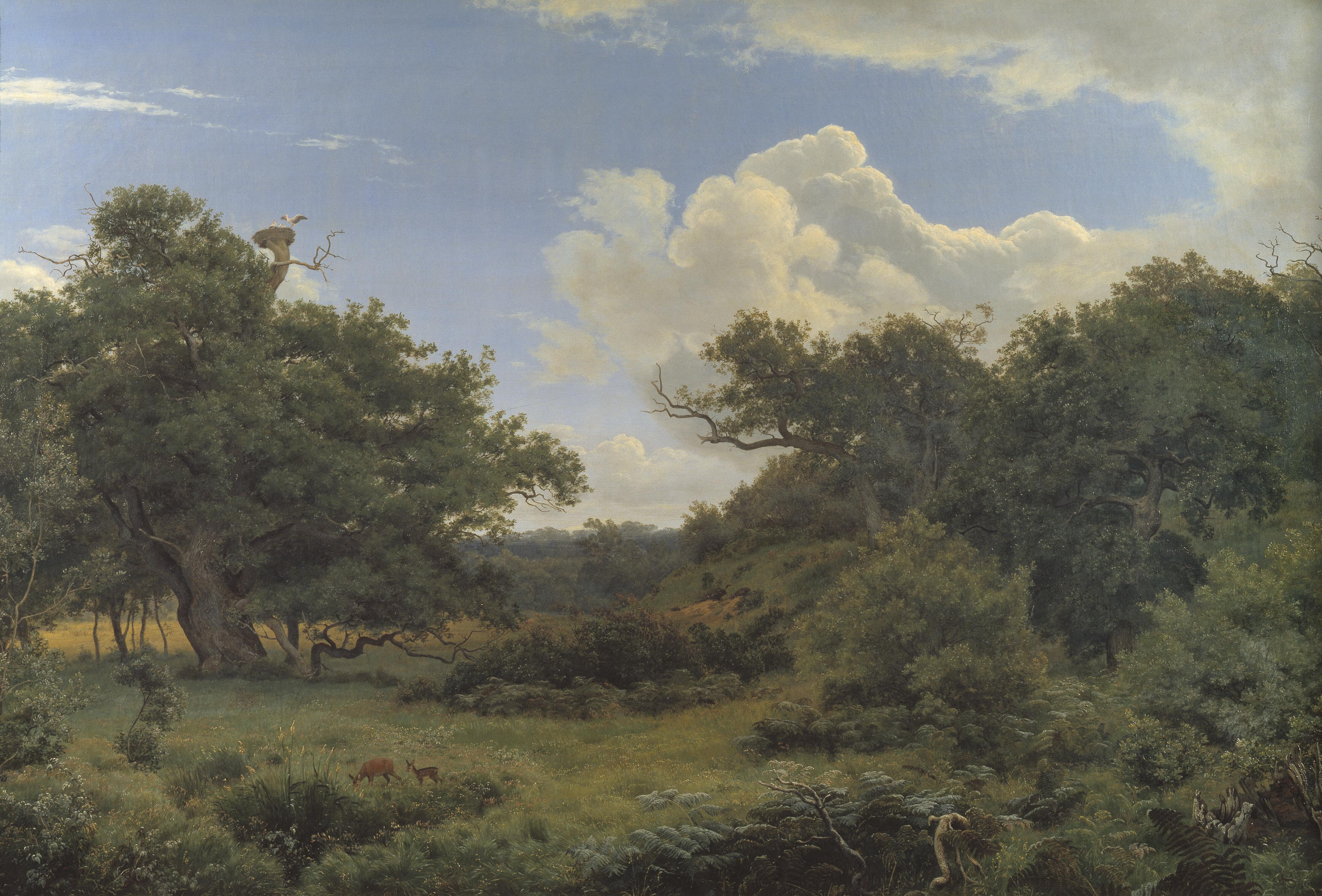
Peter Christian Skovgaard: Eg med Storkerede i Nordskoven ved Jægerspris eller Egetræer i Nordskoven ved Jægerspris, 1843, Statens Museum for Kunst.

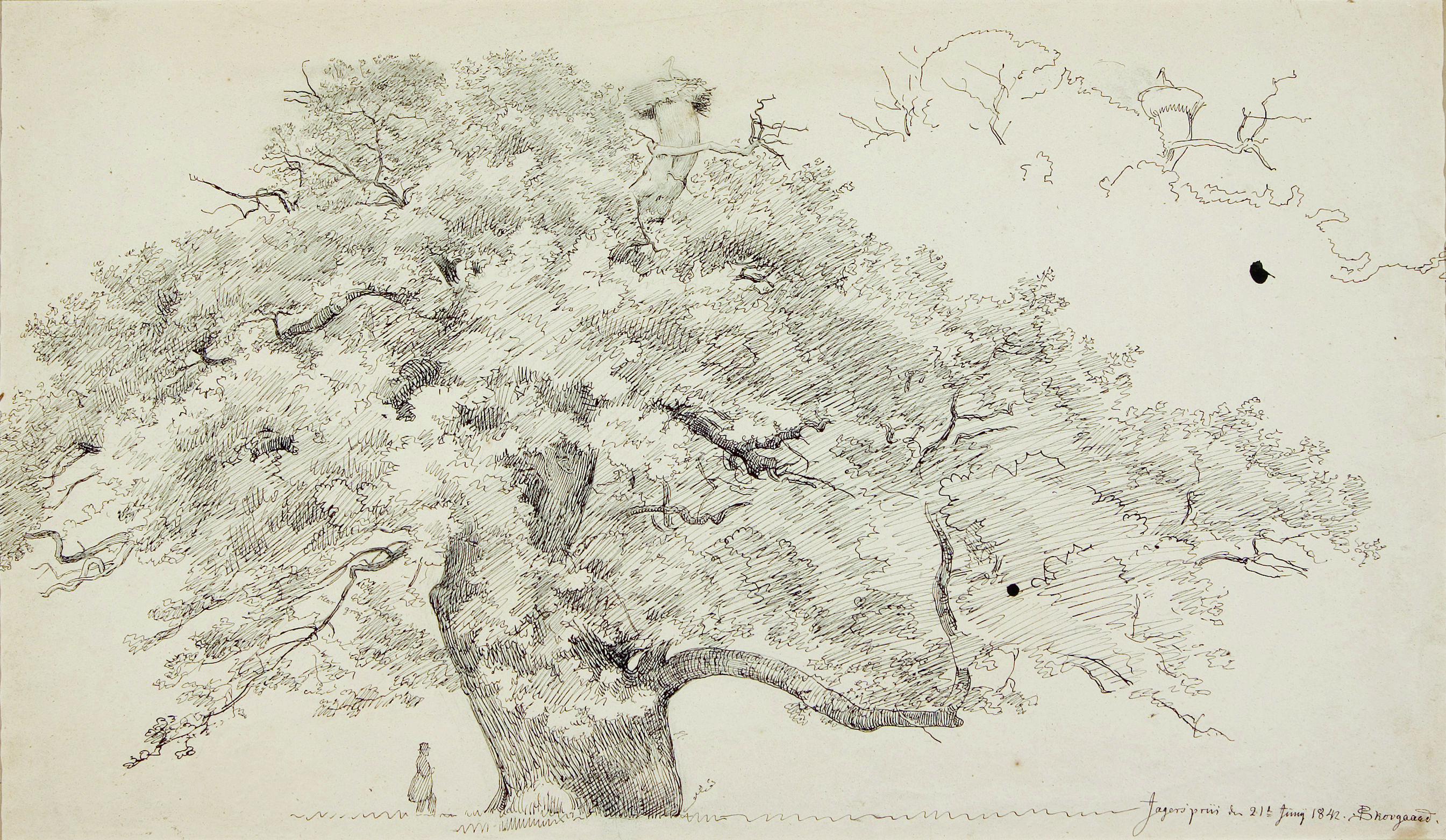
Peter Christian Skovgaard: Storkeegen, Jægerspris, 1842, Skovgaardmuseet.

Storkeeegen är en dansk ek, som växer i Jægerspris Nordskov nära Jægerspris på Sjælland.
Allt som återstår av eken idag är en bit av trädstammen. År 1974 bröts stammen av precis ovanför den understa grenen på en höjd av fyra meter. Den lägsta grenen klarade sig och lyckades överleva till 1981, då den blev offer för en storm.
År 1965 uppskattades Storkeegen att vara omkring 800 år.
Eken fick sitt namn, därför att målaren P.C. Skovgaard 1843 inspirerades av den för sin målning Eg med Storkerede i Nordskoven ved Jægerspris.  Vid den tiden finns i eken ett storkbo med ett storkpar med ungar.

## Bildgalleri

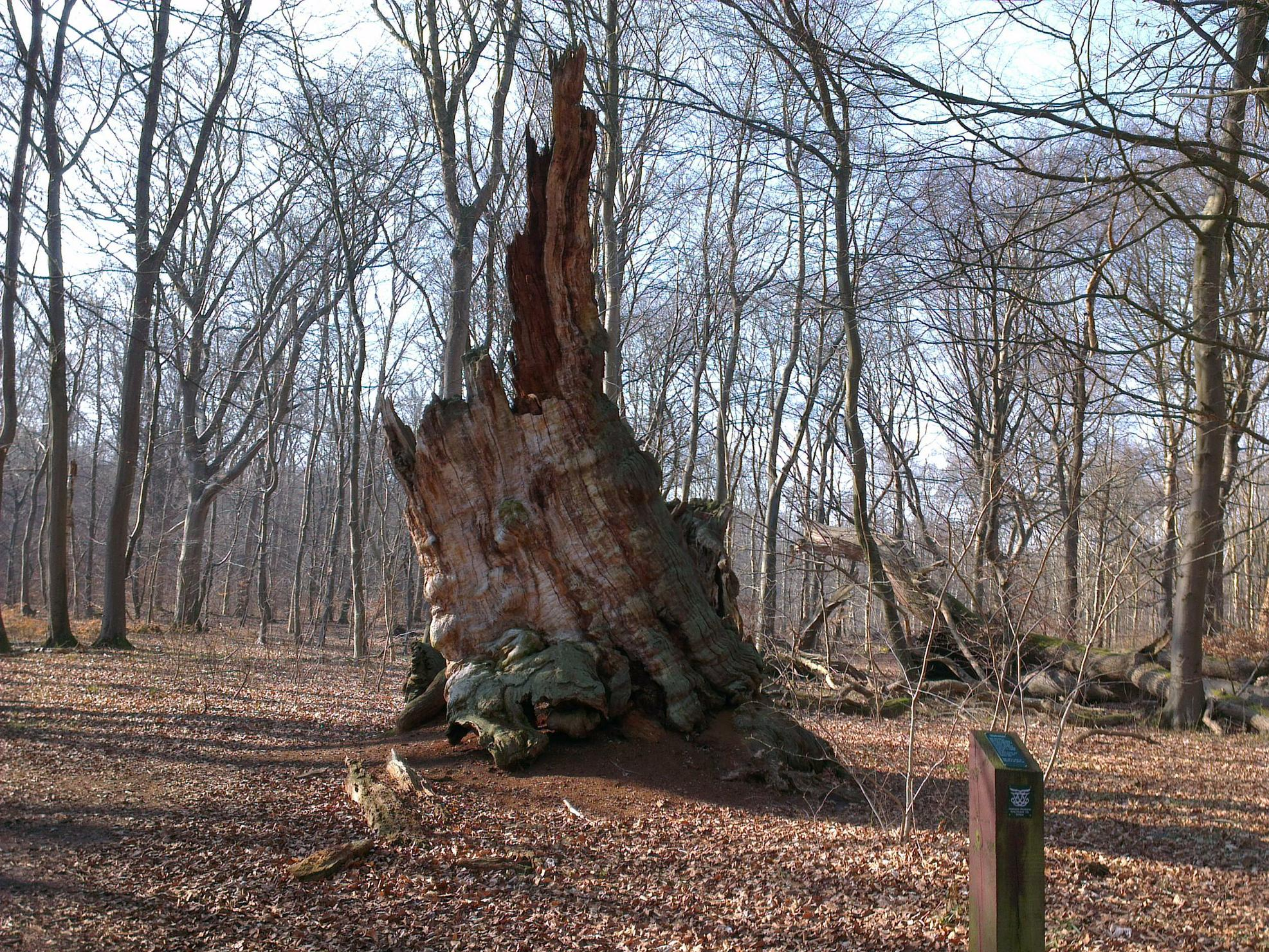
Resterna av Storkeegen, 2015
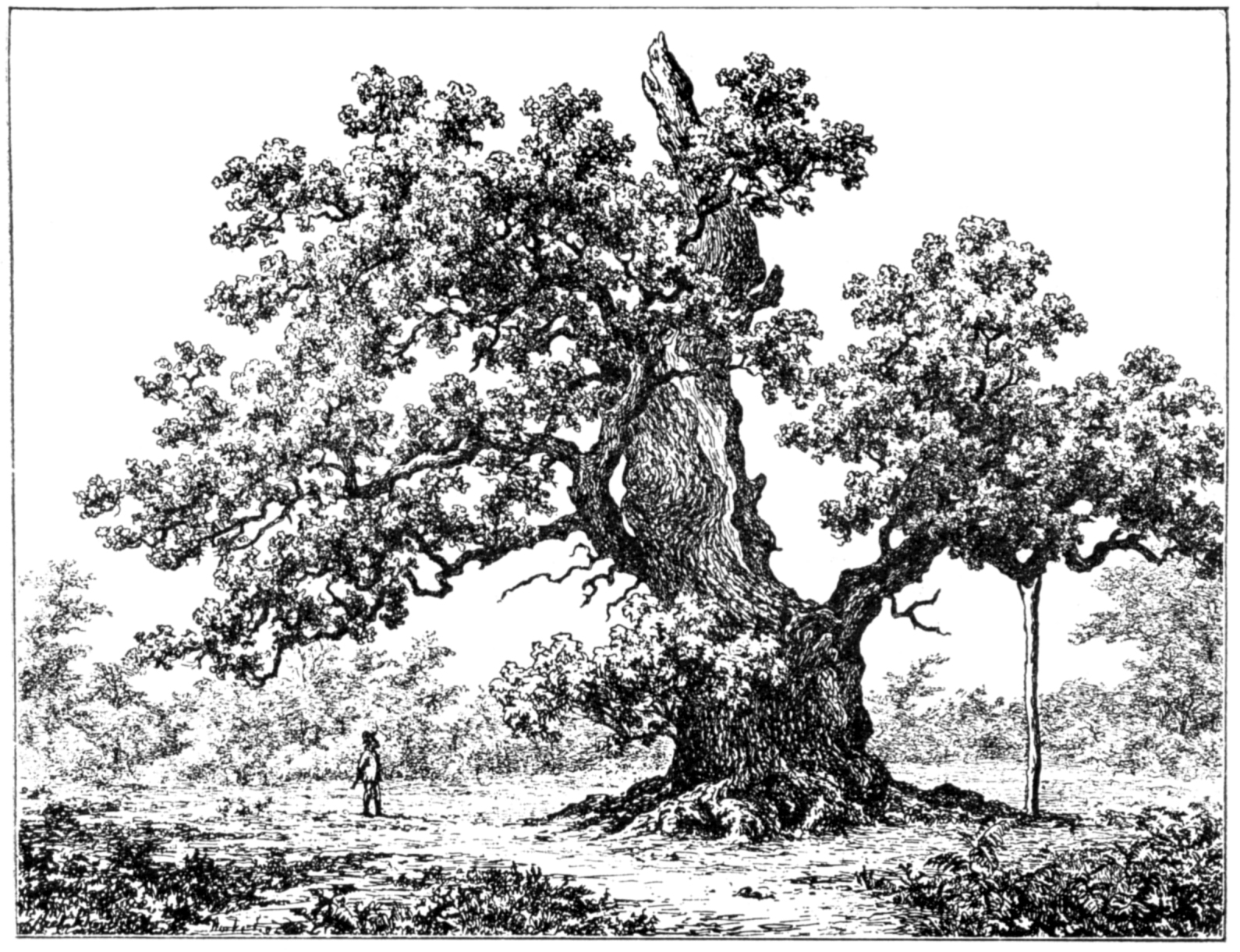
Storkeegen, teckning av Axel Schovelin (1827–1893), tryckt i Troels Frederik Troels-Lund: Daglivt liv i Norden i det sekstende Aarhundrede, volume 1, 1914.